# Pierre Thévenaz
Pierre Thévenaz, né le 3 mars 1962 à Neuchâtel, est un footballeur suisse.
Il évolue comme défenseur.

## Carrière
Pierre Thévenaz joue successivement dans les équipes suivantes : Neuchâtel Xamax, FC Zurich, Neuchâtel Xamax et Football Club La Chaux-de-Fonds. Il est le seul joueur de Xamax à avoir débuté en juniors E et à être arrivé jusqu'en équipe première en 1980[réf. nécessaire].
- 1980-1990: Neuchâtel Xamax  Suisse
- 1989-1990: FC Zurich ( Suisse)
- 1990-1990: Neuchâtel Xamax FC
- 1991-1992: FC La Chaux-de-Fonds[réf. nécessaire]

Il devient par la suite entraîneur à un niveau amateur.